# Rolls-Royce Trent 700
El Rolls-Royce Trent 700 es un motor aeronáutico turbofán de alto índice de derivación, fabricado por la compañía británica Rolls Royce plc a partir del motor RB211. Es la primera variante de la familia de motores Trent, se espera a que se use el motor en los nuevos Airbus Beluga XL (A330-700L).

## Variantes
Trent 768-60
Certificado en enero de 1994, ofrece una potencia de 67,500 lbf (300 kN) al despegue. Empleado en la variante Airbus A330-341.
Trent 772-60
Certificado en marzo de 1994, ofrece una potencia de 71,100 lbf (316 kN)  al despegue. Empleado en la variante Airbus A330-342.
Trent 772B-60
Certificado en septiembre de 1997, ofrece una potencia de 71,100 lbf (316 kN) al despegue, y genera potencia a mayores de la variante 772-60 cuando se encuentra entre los 610 m (2,000ft) y 2440m (8,000ft). Empleado en las variantes Airbus A330-243, Airbus A330-343 y Airbus A330-343X.
Trent 772C-60
Certificado en marzo de 2007, ofrece una potencia de 71,100 lbf (316 kN) al despegue, y genera potencia a mayores de la variante 772B-60 por encima de los 2440m (8,000ft). Se emplea en las variantes A330-243X y Airbus A330-343X.

### Motores similares
- General Electric CF6
- Pratt & Whitney JT9D
- Pratt & Whitney PW4000
- Progress D-18T

### Listas relacionadas
- Anexo:Motores aeronáuticos